# Aeropuerto Regional Northwest Arkansas
El Aeropuerto Regional Northwest Arkansas (del inglés: Northwest Arkansas National Airport), (IATA: XNA, OACI: KXNA, FAA LID: XNA) está en el noroeste de Arkansas en el condado de Benton, Arkansas, Estados Unidos, 15 millas náuticas (28 km; 17 millas) al noroeste de Fayetteville y a 10 millas náuticas (19 km; 12 millas) al noroeste de Springdale.A menudo se le conoce por su código IATA, que está incorporado en el logotipo del aeropuerto como "Fly XNA".
XNA cubre 1,085 ha (2,680 acres) de tierra y tiene dos pistas paralelas de 8,800 pies.
Tiene vuelos diarios y sin escalas durante todo el año a las principales ciudades como Charlotte, Chicago, Denver, Houston, Dallas/Fort Worth, Los Ángeles, Miami, Mineápolis/Saint Paul, Nueva York y Washington D. C. Gran parte de su negocio se puede atribuir a la presencia de la empresa más grande del mundo por ingresos, Walmart, en la cercana Bentonville, así como a Tyson Foods en Springdale. También lo utilizan con frecuencia los equipos deportivos de la Universidad de Arkansas que viajan a partidos fuera de casa y los oponentes de los Razorbacks que visitan Fayetteville.
Los registros de la Administración Federal de Aviación dicen que el aeropuerto tuvo 547,871 embarques de pasajeros en el año calendario 2008, 530,087 en 2009 y 549,195 en 2010. Está incluido en el Plan Nacional de Sistemas Aeroportuarios Integrados de la Administración Federal de Aviación (FAA) para 2019-2023, en el que se clasifica como una instalación de servicio comercial primario de centro pequeño.

## Instalaciones
El aeropuerto cubre 1,085 ha (2,680 acres) a una altitud de 393 m (1,288 pies). Tiene dos pistas, 16R/34L y 16L/34R. 16L/34R mide 2683 x 46 m (8801 pies de largo por 150 pies) de ancho y 16R/34L mide 2682 x 46 m ( 8800 pies de largo por 150 pies) de ancho.
En el año que finalizó el 30 de junio de 2023, el aeropuerto tuvo 46,510 operaciones de aeronaves, un promedio de 127 por día: 49% aerolíneas, 12% taxis aéreos, 25% militares y 14% aviación general. En junio de 2023, 12 aviones tenían su base en el aeropuerto: 3 monomotor y 9 jet.

## Aerolíneas y destinos

### Pasajeros
| Aerolíneas        | Destinos |
| ----------------- | --- |
| Allegiant Air     | Destin/Fort Walton Beach, Fort Lauderdale, Gulf Shores, Las Vegas, Los Ángeles, Nashville, Orlando/Sanford, Phoenix/Mesa, San Petersburgo/Clearwater |
| American Airlines | Charlotte, Dallas/Fort Worth |
| American Eagle    | Charlotte, Chicago–O'Hare, Dallas/Fort Worth, Filadelfia, Los Ángeles, Miami, Nueva York–LaGuardia, Phoenix–Sky Harbor, Washington–National          |
| Breeze Airways    | Nueva Orleans, Pensacola (inicia el 4 de septiembre de 2025), Tampa Estacional: Orlando                                                              |
| Delta Air Lines   | Atlanta |
| Delta Connection  | Atlanta, Detroit, Mineápolis/St. Paul, Nueva York–LaGuardia, Salt Lake City                                                                          |
| Frontier Airlines | Denver |
| United Airlines   | Denver |
| United Express    | Chicago–O'Hare, Denver, Houston–Intercontinental |

## Estadísticas

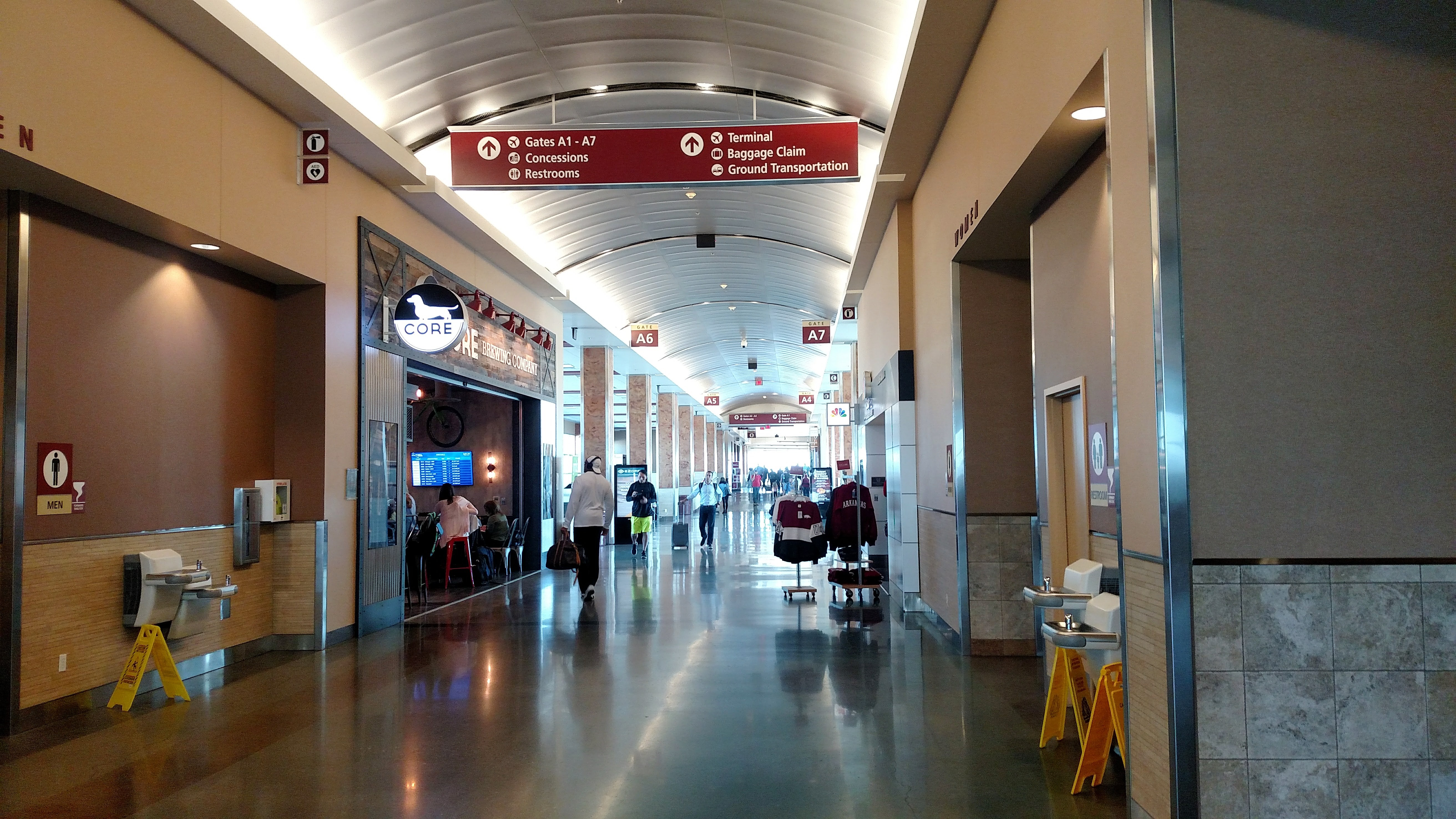
Pasillo principal del aeropuerto.

### Tráfico anual
| Año  | Pasajeros | Año  | Pasajeros | Año  | Pasajeros |
| ---- | --------- | ---- | --------- | ---- | --------- |
| 1999 | 653,022   | 2009 | 1,083,638 | 2019 | 1,846,374 |
| 2000 | 725,175   | 2010 | 1,139,801 | 2020 | 721,107   |
| 2001 | 735,822   | 2011 | 1,127,909 | 2021 | 1,234,328 |
| 2002 | 786,948   | 2012 | 1,135,023 | 2022 | 1,682,351 |
| 2003 | 892,489   | 2013 | 1,160,032 | 2023 | 1,982,866 |
| 2004 | 1,020,146 | 2014 | 1,276,851 | 2024 | 2,293,352 |
| 2005 | 1,168,858 | 2015 | 1,295,235 | 2025 |           |
| 2006 | 1,172,049 | 2016 | 1,396,738 | 2026 |           |
| 2007 | 1,200,122 | 2017 | 1,438,922 | 2027 |           |
| 2008 | 1,146,954 | 2018 | 1,574,610 | 2028 |           |

Nota: En noviembre y diciembre de 1998, durante los primeros dos meses de operaciones del aeropuerto, XNA atendió a 53,565 pasajeros.